# Lino Lacedelli
Lino Lacedelli (født 4. december 1925, død 20. november 2009) var en italiensk bjergbestiger.
Lacedelli blev født i Cortina d'Ampezzo (provinsen Belluno).
Sammen med Achille Compagnoni, blev han den første mand til at nå op på toppen af K2, hvilket skete den 31. juli 1954. Ekspeditionen blev ledet af Ardito Desio. Der havde i forvejen været flere mislykkede forsøg på, at bestige bjerget. Det blev dog Achille Compagnoni og Lino Lacedelli der erobrede K2 først.
Lacedelli døde den 20. november 2009, i den italienske by Cortina d'Ampezzo